# Matija Šantić
Matija Šantić es un deportista croata que compitió en taekwondo. Ganó dos medallas en el Campeonato Europeo de Taekwondo, en los años 2004 y 2005.

## Palmarés internacional
| Campeonato Europeo | Campeonato Europeo    | Campeonato Europeo | Campeonato Europeo |
| Año                | Lugar                 | Medalla            | Categoría          |
| ------------------ | --------------------- | ------------------ | ------------------ |
| 2004               | Lillehammer (Noruega) | Medalla de plata   | –67 kg             |
| 2005               | Riga (Letonia)        | Medalla de bronce  | –67 kg             |